# Éric Baratay
Éric Baratay, né le 5 février 1960 à Villeurbanne, est un historien français, spécialiste de l'histoire des relations hommes-animaux, principalement aux époques moderne (XVIe au XVIIIe siècle) et contemporaine (XIXe au XXIe siècle).

## Biographie
Éric Baratay est agrégé d'histoire en 1984 et docteur en histoire en 1991. Il est maître de conférences à l'université Lyon-III (1994-2001), puis passe une habilitation à diriger des recherches en 1998, et devient professeur d'histoire contemporaine dans la même université depuis 2001. En 2017, il a été élu membre senior de l'Institut universitaire de France et reconduit en 2022.
Éric Baratay est spécialiste de l'histoire des relations hommes-animaux, principalement aux époques moderne (XVIe au XVIIIe siècle) et contemporaine (XIXe au XXIe siècle). Après avoir travaillé sur les représentations (L'Église et l'animal, 1996) et les pratiques humaines (La Corrida, 1995 ; Zoos, histoire des jardins zoologiques en Occident, 1998), il s'est intéressé à la condition (Et l'homme créa l'animal, histoire d'une condition, 2003) et à la présence sociale des animaux (La Société des animaux, de la Révolution à la Libération, 2008). Il a travaillé sur les vécus, les ressentis, les comportements des bêtes de manière à bâtir une éthologie historique et une histoire éthologique, donc une histoire animale (Le Point de vue animal, une autre version de l'histoire, Seuil, 2001 ; Bêtes des tranchées, des vécus oubliés, CNRS éditions, 2013). Pour ce dernier livre sur les animaux durant la Première Guerre mondiale, L'Académie française lui décerne en 2014 le prix Jacques Lacroix, qui récompense un ouvrage sur la vie des animaux. Lors de la crise sur la fraude à la viande de cheval de 2013, il est interrogé sur le retentissement de cette affaire et sur le rapport des Français à l'hippophagie.
Son ouvrage paru en 2017, Biographies animales, se penche sur les destins d'animaux comme ceux de la girafe offerte à Charles X par Méhémet Ali et de Warrior, un cheval engagé dans la Première Guerre mondiale.
Évoquant son livre sur les animaux durant la Première Guerre mondiale, Le Monde estime qu'Éric Baratay « laboure un champ très singulier dans le paysage français (...) mettant en regard les données de l’éthologie et de l’histoire (...) ». Un travail novateur mais compliqué selon La Revue d'histoire du XIXe siècle : « Dans ce cadre, l’animal n’est plus un objet mais devient un sujet de et dans l’histoire ; le regard et l’interrogation de l’historien se déplacent et les sources sont questionnées autrement. Une belle ambition, mais aussi une gageure puisque les documents restent anthropocentrés…».
Éric Baratay note que les animaux ont été peu considérés au cours des deux millénaires écoulés « afin de les exploiter à bon escient ».

## Publications
- Éric Baratay et Élisabeth Hardouin-Fugier, La Corrida, Paris, P.U.F., 1995, 126 p. (ISBN 2-13-046882-9, lire en ligne)
- L'Église et l'Animal, (France, XVII-XX), Paris, Éditions du Cerf, 1996, 382 p. (ISBN 2-204-05214-0)
- Le Père Joseph Rey (1798-1874) serviteur de l'enfance défavorisée : une expérience d'insertion au XIXe siècle, Paris, Beauchesne, 1997, 224 p. (ISBN 2-7010-1344-5, lire en ligne)

- Prix 1997 de l'Académie des sciences morales et politiques
- Éric Baratay et Élisabeth Hardouin-Fugier, Zoos, histoire des jardins zoologiques en Occident (XVIe-XXe), Paris, La Découverte, 1998, 294 p. (ISBN 978-2-7071-2895-9 et 2707128953)
- Et l'homme créa l'animal. Histoire d'une condition, Paris, Odile Jacob, 2003, 350 p. (ISBN 978-2-7381-1247-7 et 2738112471, lire en ligne)
- Portraits d'animaux. Les planches du Dictionnaire universelle d'Histoire naturelle de Charles Henry Dessalines d'Orbigny, Paris, Fage, 2007, 300 p. (ISBN 978-2-84975-070-4 et 2849750700)
- La Société des animaux de la Révolution à la Libération, Paris, La Martinière, 2008, 191 p. (ISBN 978-2-7324-3744-6 et 2732437441) réédité sous le titre : Bêtes de somme : Des animaux au service des hommes, Éditions du Seuil, coll. « Points histoire », 2011  (ISBN 2757815814)
- Éric Baratay, Le Point de vue animal, une autre version de l'histoire, Paris, Éditions du Seuil, 15 mars 2012, 400 pages (ISBN 978-2-02-108005-6, lire en ligne)
- Bêtes des tranchées, des vécus oubliés, Paris, CNRS Éditions, 2013, 256 pages

- Prix Jacques-Lacroix 2014 de l’Académie française - Grand prix de l'Académie vétérinaire de France 2014
- Des bêtes et des dieux : les animaux dans les religions, Paris, Les Éditions du Cerf, 2015, 170 p. (ISBN 978-2-204-10429-6)
- Biographies animales. Des vies retrouvées, Paris, Le Seuil, 2017, 304 p. (ISBN 978-2-02-118295-8, lire en ligne)
- Cultures félines (XVIIIe – XXIe siècle). Les chats créent leur histoire, Paris, Le Seuil, 2021, 324 p.

### Directions - codirections
- avec J.L. Mayaud, L'animal domestique, XVIe – XXe siècle, numéro spécial Cahiers d'histoire, 1997, no 3-4.
- avec P. Bacot et al., L'animal en politique, Paris L'Harmattan, 2003.
- avec Ph. Delisle, Milou, Idéfix et Cie. Le chien en BD, Paris, Karthala, 2012.
- avec É. Verrier, Les animaux dans la Grande Guerre, numéro spécial Ethnozootechnie, 2015, no 98.
- Aux sources de l'histoire animale, Paris, Éditions de la Sorbonne, 2019, 281 p.
- Éric Baratay (dir.), Croiser les sciences pour lire les animaux, Éditions de la Sorbonne, coll. « Homme et société », octobre 2020, 318 p. (ISBN 979-10-351-0588-4)
- L'animal désanthropisé. Interroger et redéfinir les concepts, Paris, Éditions de la Sorbonne, 2021, 313 p.
- Les animaux historicisés. Pourquoi situer leurs comportements dans le temps et l'espace ?, Paris, Éditions de la Sorbonne, 2022, 341 p.
- Écrire du côté des animaux, Paris, Éditions de la Sorbonne, 2023, 317 p.
- Les animaux dans l'histoire, Paris, Tallandier, 2023, 283 p.
- Éric Baratay (dir.), Une histoire animale du monde : À la recherche du vécu des animaux de l'Antiquité à nos jours, Tallandier, février 2025, 348 p. (ISBN 9791021060500, présentation en ligne)

### Articles
- Liste complète et textes sur site personnel Éric Baratay ou sur Academia.